# Тузово (Западно-Казахстанская область)
Тузово — упразднённое село в Чингирлауском районе Западно-Казахстанской области Казахстана. Входило в состав Ащысайского сельского округа. Упразднено в 2000-е годы.

## Население
В 1989 году население села составляло 22 человека. Национальный состав: казахи. По данным переписи 1999 года, в селе проживало 224 человека (120 мужчин и 104 женщины).